# Cmentarz polskokatolicki w Grudziądzu
Cmentarz polskokatolicki w Grudziądzu (hajducki) – nieczynny cmentarz wyznaniowy dla wiernych Kościoła Polskokatolickiego położony niegdyś w Grudziądzu przy ul. Kalinkowej 26. Obecnie w miejscu cmentarza znajduje się skwer pomiędzy bulwarem nadwiślańskim a blokiem mieszkalnym. Cmentarz na Kalinkowej popularnie nazywany był hajduckim od nazwiska proboszcza grudziądzkiej parafii ks. Aleksego Hajduka.
Parafia polskokatolicka w Grudziądzu powstała w lutym 1925 roku z inicjatywy ks. Stanisława Zawadzkiego. Przy ul. Kalinkowej założono cmentarz, formalnie mający status komunalnego. Około 1930 roku parafia należała do największych w kraju, lecz nie posiadała własnej siedziby. Od 1958 roku parafia funkcjonuje w kaplicy przy ulicy Kazimierza Pułaskiego, ale mimo tego w mieście mieszka już niewielu polskokatolików. Cmentarz został zlikwidowany w latach 60. XX wieku.